# Détroit de Gastineau
Pour les articles homonymes, voir Gastineau.

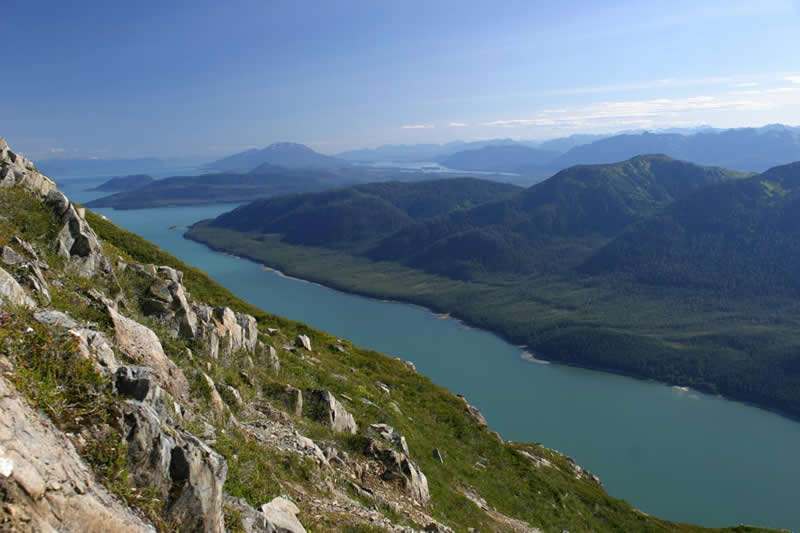
Vue du détroit de Gastineau

Le détroit de Gastineau (Gastineau Channel) est un détroit situé en Alaska, au sud-est de la ville de Juneau, capitale de l'État d'Alaska. Il s'étend sur environ 25 km de long, mais seuls 15 km sont navigables pour les gros bateaux.
Son nom vient probablement de John Gastineau (1820-1885), ingénieur civil anglais.